# Themis Regio
La Themis Regio è una formazione geologica della superficie di Venere.
È intitolato alla titanide Temi.